# Grzegorz Dydkowski
Grzegorz Dydkowski (ur. 24 marca 1962 w Katowicach) – polski inżynier i ekonomista, doktor oraz doktor habilitowany nauk ekonomicznych, profesor Uniwersytetu Ekonomicznego w Katowicach.
Jest absolwentem Śląskich Technicznych Zakładów Naukowych w Katowicach (1981), Uniwersytetu w Żylinie (Słowacja)
Kierownik Katedry Transportu Uniwersytetu Ekonomicznego w Katowicach. 